# Асадов, Сеймур Низами оглы
Сеймур Низами оглы Асадов (азерб. Əsədov Seymur Nizami oğlu; 5 мая 1994, Баку) — азербайджанский футболист, полузащитник.

## Биография
Родившийся в 1994 году в Баку Сеймур Асадов начал заниматься футболом в возрасте 8 лет детской группе любительского футбольного клуба «Реал» Баку. Через два года перешёл в группу «Завтрашние звезды» (азерб. «Sabahın ulduzları»), где обучался футбольным навыкам до 2006 года.
В 2007 году Сеймур уезжает в Боярку (Украина), где подписывает годовой контракт с ФК «Зенит», выступающей в первой лиге украинского чемпионата. Проведя 26 игр за украинский клуб, забивает 6 мячей. Через год возвращается в Баку, где переходит в функционирующий при ФК «Нефтчи» клуб «РОИЛ», выступающий в чемпионате Баку.

## Клубная карьера
Профессиональную карьеру футболиста начал в 2010 году с выступления в юношеском составе (до 17 лет) ФК «Баку». В 2011 году проводит пол сезона в составе ФК «Тарагги», выступающего в любительской лиге чемпионата Азербайджана.
В январе 2012 года, во время зимнего трансферного окна подписал трёхлетний контракт с клубом азербайджанской футбольной Премьер-лиги «Габала» из одноимённого города, где начал свои выступления в дублирующем составе.
Дебют в основном составе габалинцев состоялся 11 мая 2012 года в матче XXXII тура Премьер-лиги против бакинского «Нефтчи», котором играющие в гостях габалинцы победили со счётом 0:1. Вышел на замену на 68-й минуте матча.
Летом 2013 года состоялся переход Асадова в клуб «АЗАЛ» из города Баку, с которым футболист также подписал трёхлетний контракт. В составе дублёров «лётчиков» выступает под № 77.

## Достижения
2012 — серебряный призёр чемпионата Азербайджана среди дублёров в составе ФК «Габала».

## Интересные факты
Сеймур Асадов стал 132-м футболистом в истории ФК «Габала», вышедшим на поле в основном составе клуба.